# Rockport, Texas
Rockport är en stad i den amerikanska delstaten Texas med en yta av 37,6 km² och en folkmängd som uppgår till 9 810 invånare (2008). Rockport är administrativ huvudort i Aransas County.